# Siquijor
Siquijor est une île de la mer des Philippines, plus précisément située en mer de Bohol, une mer intérieure de l'archipel philippin. Elle est aussi une province des Philippines faisant partie de la région des Visayas centrales.

## Villes et municipalités

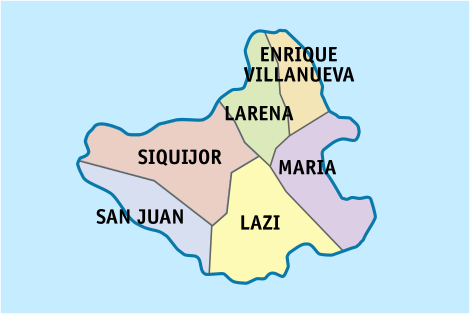
Carte des municipalités de Siquijor.

Municipalités
- Enrique Villanueva
- Larena
- Lazi
- Maria
- San Juan
- Siquijor

## [1]Articles connexes
- Subdivision des Philippines